# مراد بدرا
مراد بدرا (انگلیسی: Mourad Badra؛ زادهٔ ۱۴ سپتامبر ۱۹۸۷) بازیکن فوتبال اهل فرانسه است که در پست هافبک بازی می‌کند.
از باشگاه‌هایی که در آن بازی کرده‌است می‌توان به باشگاه فوتبال گنگام اشاره کرد.